# Enrique Juárez Pérez
Enrique Juárez Pérez. Es un político mexicano, miembro del Partido Acción Nacional, ha sido legislador estatal y de octubre de diciembre de 2008 ocupó el cargo de Senador por San Luis Potosí.
Enrique Juárez Pérez es abogado, ha sido electo para los cargos de Diputado al Congreso de San Luis Potosí de 1981 a 1984, Segundo síndico del ayuntamiento de San Luis Potosí de 1989 a 1991 y por segunda ocasión Diputado al Congreso del estado de 1993 a 1997. Además se ha desempeñado como asesor jurídico de los ayuntamientos de Matehuala de 1992 a 1993 y de Ciudad Fernández de 1998 a 2006.
En 2006 fue elegido senador suplente en segunda fórmula por San Luis Potosí, el 6 de octubre de 2008 asumió la titularidad de la curul al pedir licencia el titular, Eugenio Govea Arcos, para ser precandidato a Gobernador de San Luis Potosí; cesando en el mismo el 8 de diciembre del mismo año, al retornar el titular, Eugenio Govea, al cargo de senador.